# Люпин

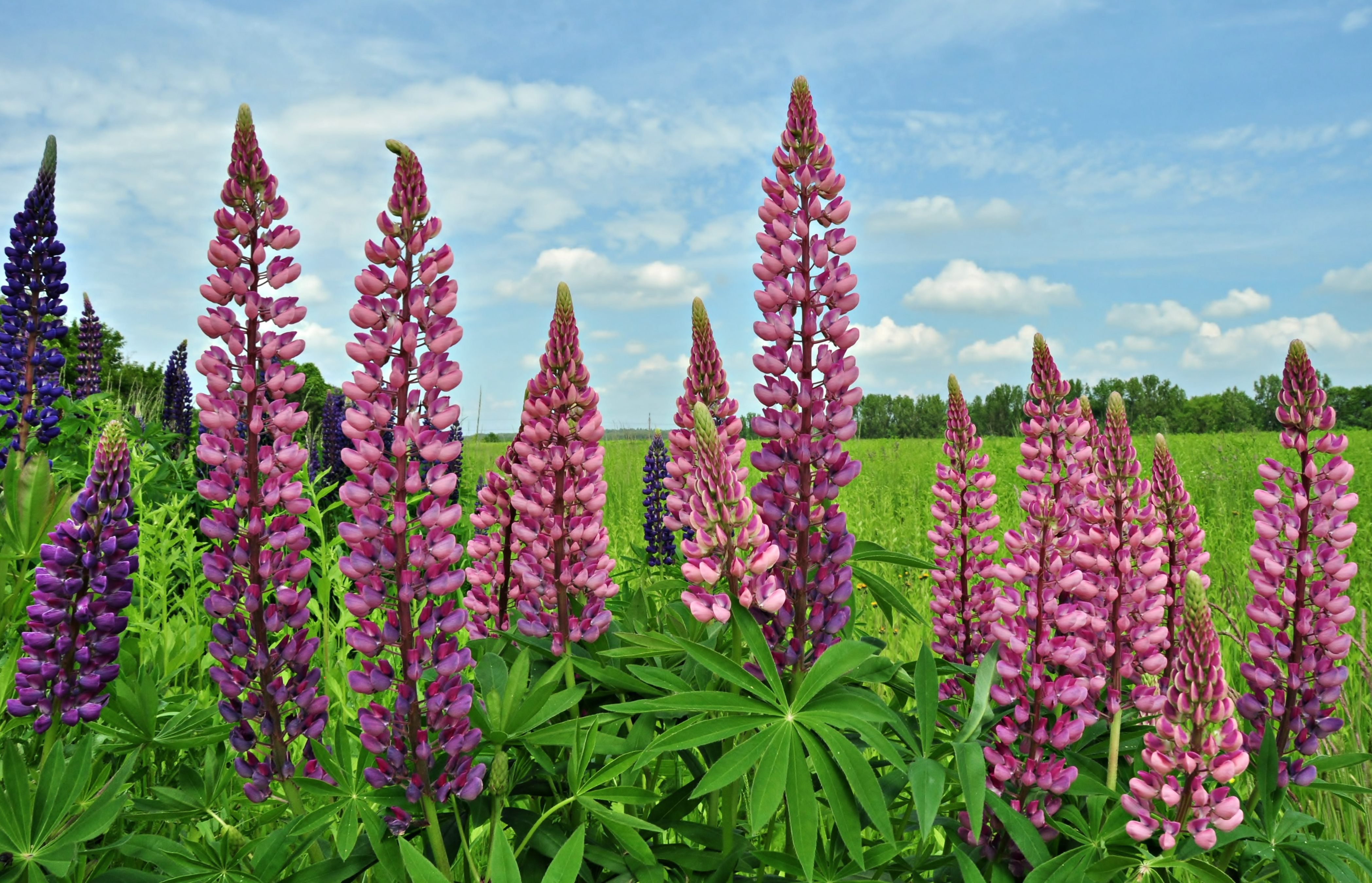
Квіти люпину на узбіччі траси М10 поблизу Страдча

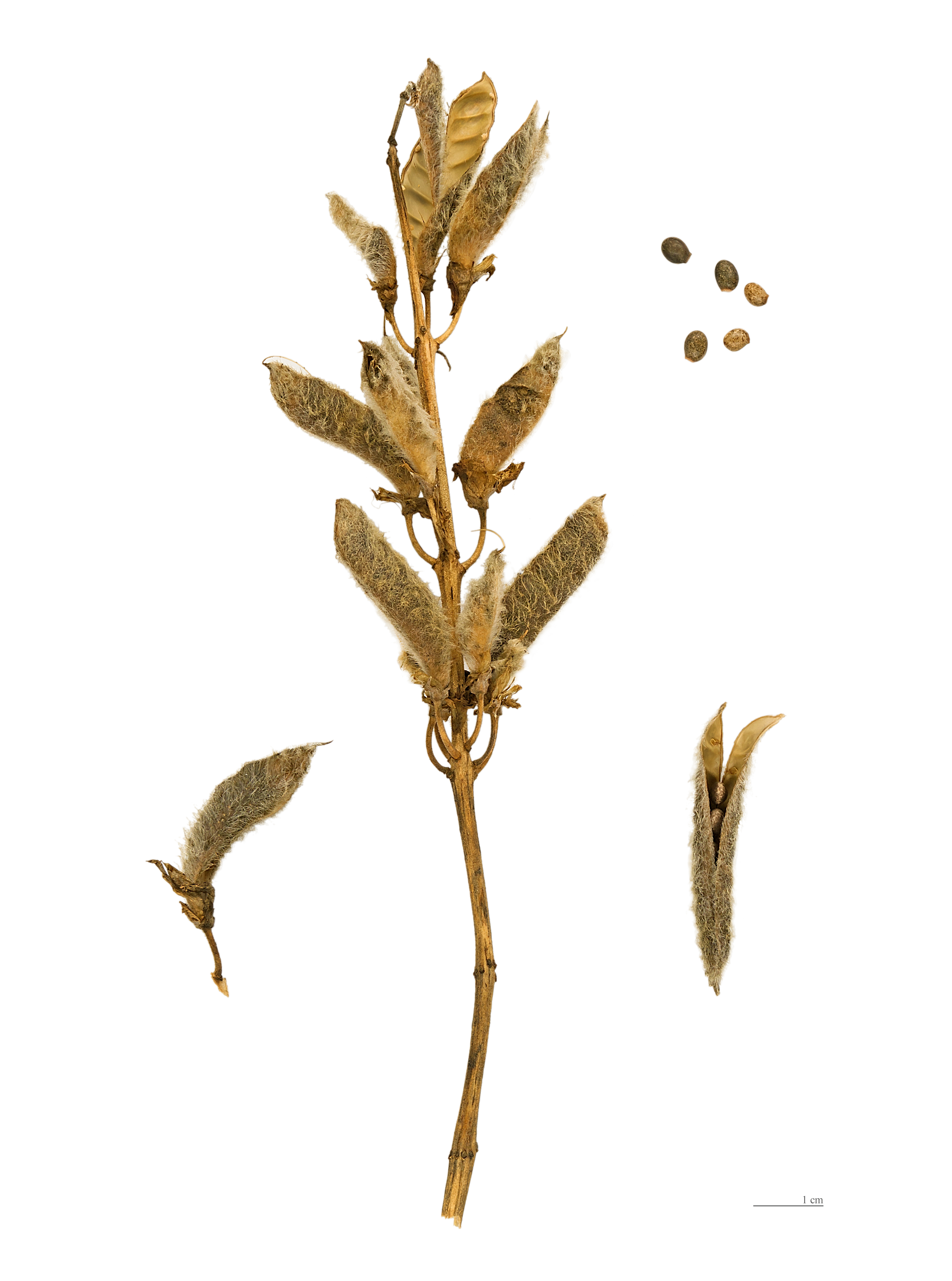
Lupinus polyphyllus

Люпин (Lupinus) — рід квіткових рослин родини бобових.

## Етимологія
Українське «люпин» походить від латинської назви цієї рослини — Lupinus, утвореної від слова lupus («вовк»). Поряд зі словом «люпин», відома інша українська назва рослини — «вовкиня», яка являє собою кальку чи з лат. lupinus чи з нім. Wolfsbohne («вовчий біб»).
Вважають, що назва утворилася від того, що рослина «як вовк» виїдає мінеральні речовини з ґрунту.

## Опис
Це, в основному, великі рослини з прямостоячими стеблами і з пальчасто-складними листками, які складені з 5-15 листочків з прилистками. Квітки білі, жовті, сині, зібрані у вертикальні китиці. Чашечка двогуба; човник віночка дзьобоподібно зігнутий. Нитки усіх 10-ти тичинок зрослися у трубочку; добре виражений диморфізм андроцея: приблизно 50 % тичинок мають брунькоподібну форму, інші видовжені та розкриваються скоріше. Стовпчик з головчастою приймочкою. Біб сплюснутий, з поперечною перегородкою.

## Поширення
Значна кількість видів росте в Південній Америці (Анди). Це, в основному, багаторічники (трави, напівчагарники, чагарники), зрідка однорічники. Другий природний центр люпинів — Середземномор'я, де вони представлені однорічними великонасінними формами. В Україні у дикій природі росте 7 видів.

## Вирощування та використання
Інтерес до люпину обумовлений високим вмістом в його насінні білку (до 50 %), олії (від 5 до 20 %), за якістю близької до маслинової, відсутністю інгібіторів травлення і інших антипоживних речовин. Насіння люпину з давніх часів використовується в їжу людиною і на корм тваринам. Зелена маса безалкалоїдних сортів також є чудовим кормом. Завдяки симбіозу з бульбочковими бактеріями люпин здатний накопичувати в ґрунті до 200 кг азоту на гектарі і є прекрасним сидератом. Його використання як зеленого добрива дозволяє зберігати в чистоті довкілля, економити дорогі добрива, вирощувати екологічно чисту продукцію.
Люпин використовується також у медицині, фармакології, квітникарстві, лісівництві, як корм при розведенні риби.

## Види
- Люпин вузьколистий (синій) — Lupinus angustifolius L.
- Люпин багатолистий — Lupinus polyphyllus Lindl.
- Люпин жовтий — Lupinus luteus L.
- Люпин білий — Lupinus albus L.
- Люпин волохатий — Lupinus villosus Willd.